# 宇都宮市立一条中学校
宇都宮市立一条中学校（うつのみやしりついちじょうちゅうがっこうは、栃木県宇都宮市京町にある公立の中学校である。

## 沿革
- 1947年（昭和22年）4月1日 - 宇都宮市一条1丁目に宇都宮市立一条中学校を創立
- 1948年（昭和23年）12月4日 - 校歌制定
- 1963年（昭和38年）7月31日 - 新校舎建築第1期工事完了
- 1969年（昭和44年）2月22日 - 体育館、プール竣工
- 2011年（平成23年）1月25日 - 体育館棟耐震補強工事
- 2011年（平成23年）3月14日 - 東日本大震災により破損した体育館の改修
- 2016年（平成28年）8月24日 - 宇都宮市一条1丁目から現在地に新築移転

### 校舎移転
校舎の老朽化や耐震対応のために、雀宮駅東口へ移転した栃木県立宇都宮工業高等学校跡地に校舎を新築し、2016年8月に移転した。移転先は直線距離で約640メートル。新校舎は教室と体育館・武道館が一体の建物となりプールは屋上に設置。旧校舎は、2017年（平成29年）から2018年（平成30年）にかけて解体された。体育館は、2022年開催第77回国民体育大会にて倉庫として活用後、2023年（令和5年）解体予定。
跡地利用は2022年に公募の結果ヨークベニマルが優先交渉権を得て、2025年の開業を目指す。

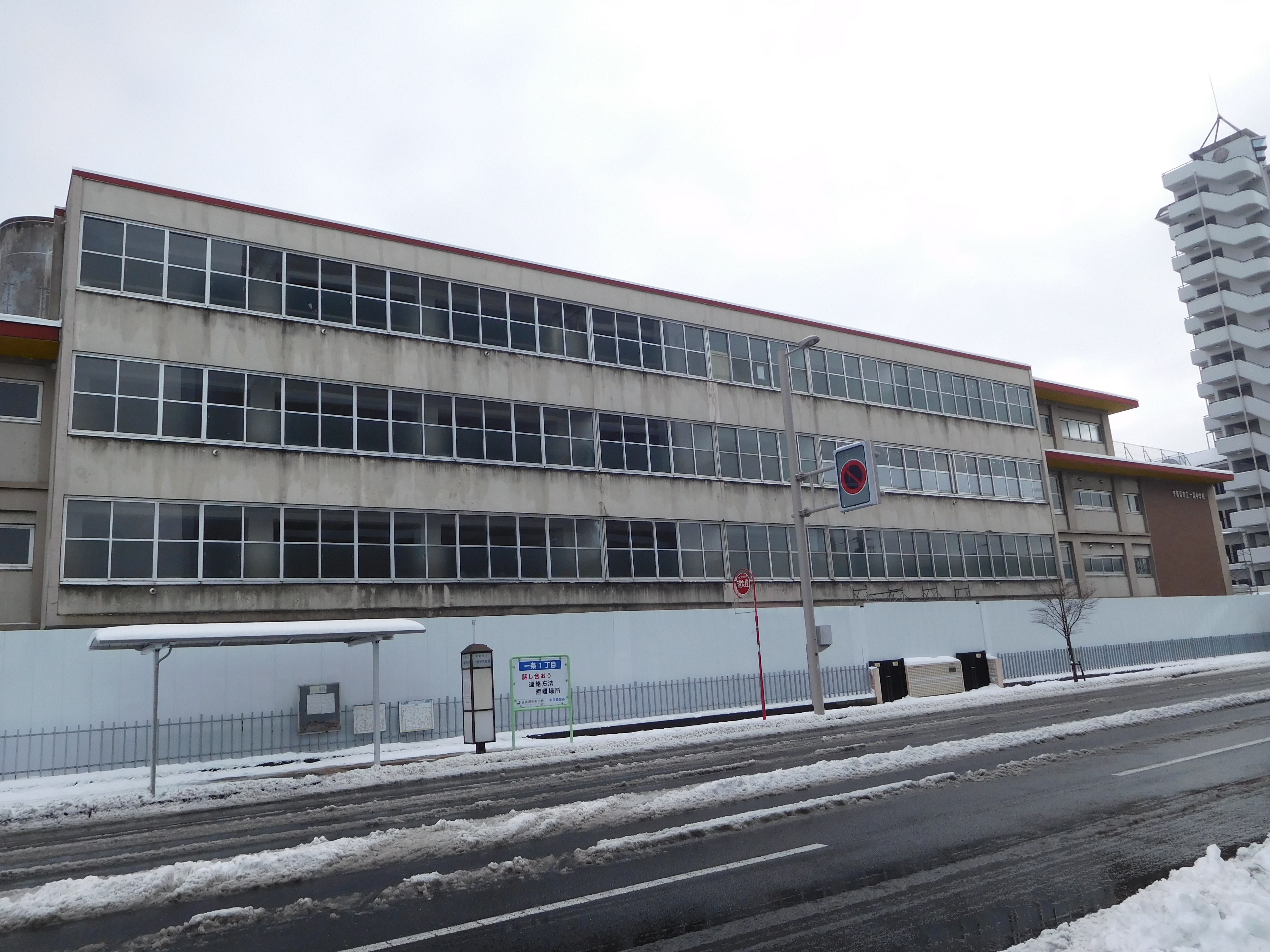
移転前の校舎

## 部活動
| 運動部 - 弓道部 - 剣道部 - サッカー部 - テニス部（女子・男子） - バスケ部（女子・男子） - バレーボール部 - 野球部 - 陸上競技部 | 文化部 - 科学部 - 合唱部 - 吹奏楽部 - 美術部 |

## 通学区域
宇都宮市
- 明保野町
- 池上町
- 泉町の一部
- 一条1丁目 - 4丁目
- 江野町
- 小幡1丁目の一部,小幡2丁目
- 川田町の一部
- 河原町の一部
- 菊水町
- 京町
- 清住2丁目の一部,清住3丁目の一部
- 幸町
- 材木町
- 新町1丁目 - 2丁目
- 住吉町
- 大寛1丁目 - 2丁目
- 滝の原2丁目の一部,滝の原3丁目の一部
- 滝谷町
- 伝馬町
- 西1丁目 - 3丁目
- 西原町の一部
- 西原1丁目 - 3丁目
- 花園町
- 花房本町
- 花房1丁目の一部,花房2丁目 - 3丁目
- 日の出1丁目 - 2丁目
- 不動前1丁目 - 5丁目
- 本町の一部
- 松が峰1丁目の一部,松が峰2丁目
- 操町
- 宮園町の一部
- 宮原1丁目,3丁目 - 5丁目
- 弥生1丁目 - 2丁目[9]
- 陽南1丁目の一部，陽南2丁目の一部
- 吉野1丁目 - 2丁目[9]
- 六道町

## アクセス
- 宇都宮駅より関東自動車の路線バスで、六道経由鶴田駅方面、運転免許センター方面で「六道」下車